# محرمانگی

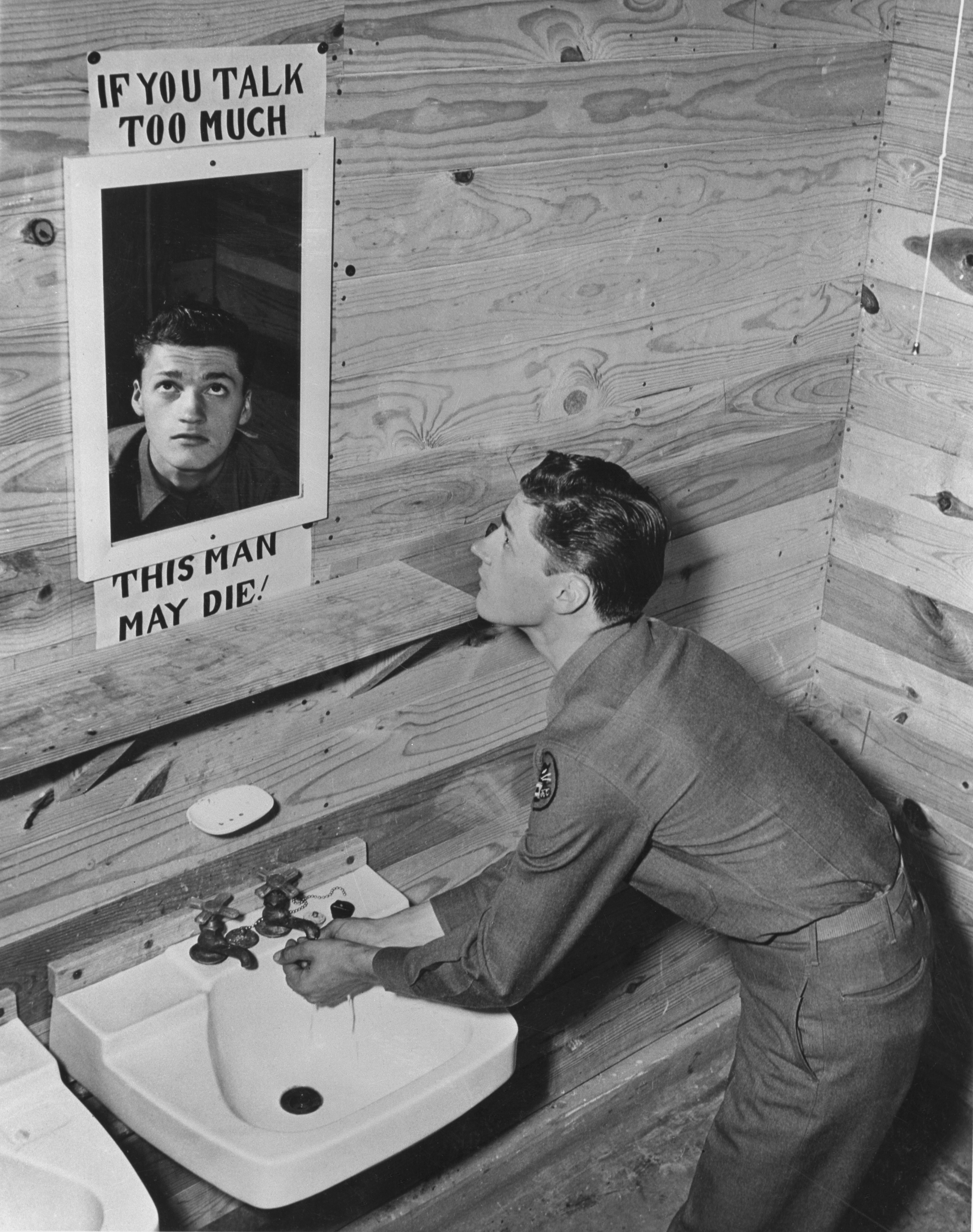
تصویری از یک سرباز آمریکایی در حال نگریستن به شعار بالای آینه دستشویی « اگه زیاد حرف بزنی ممکنه مرد توی آینه بمیره»

محرمانگی به مخفی نگه داشتن اطلاعات از اشخاص یا گروه‌های خاص -در عین بازگویی و به اشتراک‌گذاری آن با اشخاصی دیگر- گفته می‌شود. آنچه مخفی نگاه داشته می‌شود راز خوانده می‌شود.
محرمانگی -بسته به ماهیت یا محتوای راز، اشخاص یا گروه‌های رازدار و نیز انگیزهٔ محرمانگی- معانی و کاربردهای مختلفی دارد. محرمانگی از سوی دولت‌مردان غالباً به دلیل دامن زدن به سوءمدیریت تقبیح شده‌است، حال اینکه افشاسازی بی‌مورد اطلاعات شخصی ممکن است با رعایت حریم خصوصی یا رازداری در تعارض باشد. محرمانگی نقطه مقابل شفافیت اجتماعی‌ست.

## محرمانگی در علوم رایانه
محرمانگی، حفاظت داده‌های ارسال شده در مقابل حملات غیرفعال است. بدین ترتیب پیام به شکلی ساخته و ارسال می‌شود که فقط توسط گیرنده‌های مورد نظر قابل شناسایی (خواندن) باشد.
جنبه دیگر محرمانگی، حفاظت از جریان ترافیک در مقابل تحلیل است. این کار مستلزم این است که حمله‌کننده نتواند مبدأ، مقصد، تعداد دفعات ارسال پیام، یا سایر ویژگی‌های ترافیک را در امکانات ارتباطی مشاهده نماید.
در بحث امنیت ارتباطات: در انتقال اطلاعات مایلیم فقط «فرستنده» و «گیرندهٔ مورد نظر فرستنده» قادر باشند به محتوای اطلاعات رد و بدل شده دست یابند و آن را بفهمند.
برای جلوگیری از حملات احتمالی، نظیر استراق سمع، می‌توان داده‌های ارسالی را رمزنگاری کرد.